# Pepper & Piano
Pepper & Piano ist ein britisches Popduo. Bekannt wurde es durch seine Teilnahme an der ersten Staffel der Talentshow Must Be the Music des privaten Fernsehsenders Sky1, bei dem es im Halbfinale ausschied.
Das Duo besteht aus der Sängerin Katie Pepper und der Pianistin Emma Alkazraji. Beide stammen aus Manchester.
Mit ihrer Single „You Took My Heart“ erreichten beide Anfang September 2010 die Top Ten der britischen Charts und Platz 1 der britischen Independent-Charts. 